# Всё дело в шляпе
«Всё дело в шляпе» — советский рисованный мультфильм 1980 года, снятый режиссёром Анатолием Аляшевым и частично основанный на сказке Туве Янссон «Шляпа волшебника». Первый из трёх мультфильмов популярной серии мультфильмов «Муми-дол».

## Сюжет
Весна. Все жители Муми-дола просыпаются после зимней спячки и приступают к своим делам: Муми-мама начала подметать двор, подружка Муми-тролля Фрёкен Снорк принялась делать себе причёску, сам Муми-тролль и Снусмумрик затянули песню о лете, сидя на мостике через речку, а Муми-папа, куря свою трубку, читал утреннюю газету. Вдруг Муми-тролль и Снусмумрик увидели, что под мостом проплыл цилиндр. Они его подняли и принесли домой. Там его примерил Муми-папа, но ему самому головной убор был без надобности.
Шляпа оказалась не простая, а волшебная. С ней Муми-семья пережила множество забавных приключений:
- яичные скорлупки, выброшенные в шляпу, как в корзину для мусора, превратились в волшебные управляемые тучки;
- Муми-тролль, накрывшись шляпой во время игры в прятки, сделался невообразимым уродцем, но потом принял свой прежний облик;
- злой муравьиный лев (его поймали в ловушку, чтобы расквитаться за его выходки), превратился в ёжика, попавший в шляпу песок — в воду, а из словаря, которым прикрыли шляпу, вылезли и расползлись по дому иностранные слова.

В итоге Муми-папа решил вернуть цилиндр обратно в речку.
В самом конце фильма на пороге дома Муми-троллей появился Хемуль со шляпой и со словами «А я вашу шляпу нашёл».

## Съёмочная группа
| автор сценария и режиссёр | Анатолий Аляшев                                                                                            |
| художник-постановщик      | Евгения Стерлигова                                                                                         |
| оператор                  | Владимир Рожин                                                                                             |
| композитор                | Владимир Кобекин                                                                                           |
| xудожники-мультипликаторы | Риса Пестрякова, Сергей Бурмистров, Сергей Айнутдинов, Татьяна Костоусова, Людмила Цветкова, Федор Галимов |
| звукооператор             | Борис Берестецкий                                                                                          |
| монтажёр                  | Леонид Туровец                                                                                             |
| редактор                  | Валерий Хайдаров                                                                                           |
| директор картины          | Юрий Рожин                                                                                                 |

- Создатели приведены по титрам мультфильма.

## Роли озвучивали
- Николай Литвинов —  Муми-папа, рассказчик
- Анатолий Щукин — Снусмумрик, Хемуль, Муравьиный лев
- Ирина Потоцкая — Муми-тролль
- Наталья Литвинова — Муми-мама
- Зинаида Нарышкина — Кукушка
- Галина Иванова — Фрёкен Снорк
- Светлана Харлап — Снифф
- Рогволд Суховерко — Ёжик

## Песни
Песня «Лето — это красота» с музыкой Владимира Кобекина и словами Туве Марики Янcсон.